# Первозванский, Максим Валерьевич
Макси́м Вале́рьевич Первозва́нский (род. 16 декабря 1966, Москва) — протоиерей Русской православной церкви, клирик московского храма Сорока мучеников Севастийских в Спасской слободе, главный редактор православного молодёжного журнала «Наследник», духовник молодёжной организации «Молодая Русь».

## Биография
Родился 16 декабря 1966 года в Москве.
В 1983 году окончил среднюю школу № 480 им. В. В. Талалихина Ждановского района г. Москвы. В том же году поступил на дневное отделение факультета экспериментальной и теоретической физики Московского инженерно-физического института.
В 1989 году окончил МИФИ (Кафедра № 1 — современное название: кафедра радиационной физики и безопасности атомных технологий) по специальности «инженер-физик». Получил в МИФИ второе образование «лектора-атеиста» (1985). Там же в 1987 году прошёл военную подготовку по военно-учётной специальности 799500 «офицер — специалист по ядерной физике (практическое применение)» с присвоением воинского звания лейтенант. Является старшим лейтенантом запаса.
В 1989—1992 по распределению работал в СНИИП (союзный НИИ Приборостроения). Не защитился, бросил аспирантуру..
В 1993—1995 годы — педагог-организатор в православных школах, ответственный секретарь курсов усовершенствования православных педагогов.
В 1993—2001 годы — директор воскресной школы Новоспасского монастыря.
9 января 1994 года в Новоспасском монастыре патриархом Алексием II рукоположён в сан диакона, 22 апреля 1995 года — в священники Русской православной церкви.
В 1998—2004 — главный редактор Православной юношеской газеты.
В 2000 году заочно окончил Московскую духовную семинарию.
С 2005 года — главный редактор журнала «Наследник».
7 февраля 2008 года на первом заседании Комиссии по делам молодежи при Епархиальном совете города Москвы священник получил задание, состоящее в издании справочника о молодёжных клубах и организациях столицы.
В ноябре 2008 года на III фестивале «Вера и слово» награждён медалью «1020-летие Крещения Руси» I степени.
15 апреля 2009 года на возглавляемой патриархом Кириллом литургии Преждеосвященных Даров в Храме Христа Спасителя о. Максим Первозванский среди прочих клириков Московской епархии был возведён в сан протоиерея.
16 сентября 2009 года участвовал во встрече Патриарха Московского и всея Руси Кирилла с главными редакторами ведущих православных печатных СМИ.

## Семья
Жена — Лариса Первозванская (в девичестве — Громовой), выпускница МИФИ 1992 года, с которой познакомился и заключил брак будучи студентом. Отец девятерых детей.

## Деятельность и взгляды
Активен в различных СМИ. Участник проекта «Батюшка онлайн».
В миссионерстве выступает против «неообновленческих» течений и за выработку единого подхода среди православных миссионеров.
Часто даёт комментарии по вопросам, связанным с семейной жизнью.

## Сочинения
- Ты и я. Любовь и влюблённость. Христианский взгляд. — М.: Никея, 2013.
- Мужской разговор. Место мужчины в мире. Христианский взгляд (2015)
- Лучанинов Владимир, протоиерей Андрей Лоргус, протоиерей Максим Первозванский. Благословенный труд. Карьера, успешность и вера (2015)